# Shahr-e Qumis
Shahr-e Qumis, Shahr-e Qumis ou Šahr-i Qumis est une petite localité de la province de Semnan en Iran. Sur la route de Semnan à Damghan se situe le site d'Hécatompyles, la ville « Aux cent portes ».

## Hécatompyles
« Hécatompyles est une épithète appliquée à la ville de Thèbes en Égypte à cause de ses cent portes. C'est aussi le nom de la capitale de la Parthie pendant la dynastie des Arsacides. »
La ville de Tebessa, en Algérie, est parfois appelée Hécatompyles. Il ne faut certainement pas prendre le nombre cent à la lettre : la ville avait plus que les deux ou quatre portes habituelles.

## Le site
À Qosheh, on quitte la route principale vers l'est. Après cinq km dans une zone cultivée on arrive dans un paysage complètement désertique où l'on aperçoit des tumuli, restes de constructions en briques sèches. Le site s'étend sur environ 28 km2. Sur les photos satellites, on peut facilement voir les alignements de regards qui permettaient d'accéder à des qanats. À son apogée, la ville devait avoir une population de quelques dizaines de milliers d'habitants.

## Histoire
Dès la première moitié du IIIe siècle av. J.-C., des tribus scythes font irruption en Iran. Elles viennent de la mer d'Aral et s'installent dans ce qu'on appellera la Parthie située à l'est de l'Iran actuel, on les appelle Parni (Parnes ou Aparnes). Les Grecs lui donnent le nom d'Hécatompyles.
Alexandre le Grand lancé à la poursuite de Darius III y séjourne pendant l'été 330 av. J.-C. C'est là que Darius est trahi et assassiné par son cousin le satrape Bessos, accompagné dans son crime par Barsaentès et Nabarzane. À la vue du corps de Darius, Alexandre le recouvre de son manteau. Par la suite les Séleucides font du lieu un poste militaire.
En 217 av. J.-C., Tiridate succède à son frère Arsace comme roi des Parthes. Profitant des luttes entre Lagides et Séleucides, il s'empare de l'Hyrcanie. Il y lève des contributions qui lui permettent de recruter des mercenaires parmi les peuples nomades des régions limitrophes. Il vainc Séleucos II qui tentait de récupérer les territoires dissidents. À la suite de cette victoire, Tiridate prend le titre de roi et transfère sa capitale à Hécatompyles.
La ville de Qumis a été détruite par un tremblement de terre en 856 apr. J.-C. (Tremblement de terre de Damghan en 856 (en)), et elle a probablement été abandonnée par la suite. Le site de cette ancienne ville s'appelle désormais Šahr-e Qumis (persan : شهر قومس), entre Semnan et Damqan, dans la province de Semnan.